# 2008年日本週末電影票房冠軍列表
以下列表為2008年日本週末的電影票房冠軍。
- 1月：我是傳奇 | 地球 | 魔街理髮師 |
- 2月：向着阴天绽放 | L change the WorLd |  |
- 3月：魔幻羅盤 | 大雄與綠之巨人傳 | 曼哈頓奇緣 |  |
- 4月：科洛弗檔案 | 劇場版 假面騎士電王&Kiva 巔峰刑事（日语：劇場版 仮面ライダー電王&キバ クライマックス刑事） | 名偵探柯南：戰慄的樂譜 |
- 5月：相棒劇場版 西洋棋殺人事件 |  |  | 納尼亞傳奇：賈思潘王子
- 6月：納尼亞傳奇：賈思潘王子 | 魔幻時刻 | 魔幻時刻 | 印地安納瓊斯：水晶骷髏王國 | 花より男子ファイナル
- 7月：流星花園F | 流星花園F | 崖上的波妞 | 崖上的波妞
- 8月：崖上的波妞 | 崖上的波妞 | 崖上的波妞 | 崖上的波妞 | 全民超人汉考克
- 9月：20世紀少年 -第1章-終わりの始まり | 20世紀少年 | 刺客聯盟 | 鐵甲奇俠
- 10月：嫌疑犯X的獻身 | 嫌疑犯X的獻身 | 嫌疑犯X的獻身 | 嫌疑犯X的獻身
- 11月：赤壁 Part I | 赤壁 Part I | 赤壁 Part I | 赤壁 Part I | 赤壁 Part I
- 12月：瓦力 |  | 當地球停止轉動 |